# Serra das Mesas
A Serra das Mesas é uma formação geológica localizada em Fóios, no concelho de Sabugal na fronteira de Portugal com a Espanha. Sua altitude atinge 1256 metros e é local da nascente do Rio Côa.
40° 16′ 23″ N, 6° 52′ 01″ O